# Yulia Tsvetkova
Yulia Vladimirovna Tsvetkova (em russo: Ю́лия Влади́мировна Цветко́ва; nascida em 23 de maio de 1993, em Komsomolsk-on-Amur, na Rússia) é uma artista e ativista russa. Ela é a organizadora do festival de arte ativista Saffron Flower (em russo) e fundadora do projeto “Woman--not doll” que desestigmatiza o corpo feminino. Ela também é a diretora do teatro juvenil “Merak”. Em 11 de fevereiro de 2020, foi reconhecida como prisioneira política.

## Biografia
A mãe de Yulia Tsvetkova, Anna Leonidovna Khodyreva, nasceu e foi criada na cidade de Kirov, na Rússia. Anna é professora por formação e também estudou cenografia. Ela trabalhou como assistente de direção no Teatro Nacional por muitos anos. Anna fundou o primeiro centro de educação infantil em Komsomolsk-on-Amur, em 1996.[carece de fontes?]
Desde tenra idade, Yulia Tsvetkova se envolveu em empreendimentos criativos. Aos treze anos, ela teve sua primeira exposição individual na galeria de arte moderna de Komsomolk-on-Amur. Por vários anos, ela apresentou “Amur Stars”, um programa para jovens no canal de televisão local. Ela foi designada como uma das crianças talentosas do Território de Khabarovsk.[carece de fontes?]
Aos 15 anos, Yulia Tsvetkova deixou a escola com o sonho de se tornar coreógrafa. Ela se mudou para Moscou aos 17 anos, onde estudou dança moderna em várias escolas de dança. Mais tarde, ela estudou artes marciais e parkour. Ela recebeu sua certificação de treinadora ADAPT do Parkour Generations, com sede em Londres, mas foi forçada a encerrar sua carreira esportiva devido a uma lesão.[carece de fontes?]
Yulia Tsvetkova começou a estudar direção e roteiro na London Film School, mas por motivos pessoais foi forçada a deixar os estudos e voltar para sua cidade natal, Komsomolsk-on-Amur.[carece de fontes?]
Entre 2013 e 2017, Yulia ministrou aulas de inglês, teatro e dança para crianças.

## Ativismo
Em 2018, Yulia Tsvetkova iniciou seu ativismo. Ela escreveu e deu palestras sobre feminismo, direitos LGBT, antimilitarismo e meio ambiente. Em setembro de 2018, ela abriu um centro comunitário na sua cidade para iniciativas cívicas. O centro cultural recebeu semanalmente palestras, sessões “Biblioteca Viva”, grupos de apoio a escolares e mães, ações ambientais e um mercado inclusivo de produtos artesanais.
Em 2018, Yulia fundou a Merak Theatre Company, que encenou produções originais. O teatro era não-hierárquico, com atores ativos no processo de produção. Os shows incluíam elementos de improvisação, dança e teatro-fórum. Em 2018, a Merak encenou três apresentações: uma dança baseada na Primavera Sagrada de Stravinsky, uma performance poética sobre o crescimento, chamada Evolution e um show em inglês intitulado The History of English. Em 2018, a Merak se apresentou nas maiores casas de shows da cidade. The History of English foi eleita uma das dez maiores produções da cidade.
Durante o segundo semestre de 2018, o teatro preparou quatro produções para o festival de arte ativista Color of Saffron: uma dança sobre a Primavera de Praga, uma performance sobre a acusação intitulada “Os Intocáveis”, uma performance satírica anti-guerra chamada “Bless the Lord and His Ammunition”, e uma performance humorística intitulada “Pink and Blue” sobre os perigos dos estereótipos de gênero.
No início de fevereiro, a administradora do teatro recebeu uma ligação de um funcionário da cidade que perguntou sobre as apresentações e o festival, indagando sobre a apresentação antiguerra. No dia seguinte, o local da Merak teve suas licenças revogadas. Yulia Tsvetkova apelou à mídia para divulgar essa interferência ilegal nas atividades do festival da juventude. Depois de receber atenção da mídia, Yulia Tsvetkova e o administrador do teatro foram convocados para falar com as autoridades municipais. Os funcionários pediram que não divulgassem publicidade negativa sobre a cidade e não realizassem apresentações baseadas em temas antimilitaristas ou sobre perseguição.
O teatro encontrou um novo local e os preparativos para o festival continuaram. Na segunda semana de março, a polícia chegou à escola local e interrogou os atores menores de idade do teatro. Eles conduziram esses interrogatórios sem a presença dos pais das crianças e perguntaram sobre “propaganda homossexual” e extremismo. No dia seguinte, a dona do novo local do festival foi convocada para falar com as autoridades da cidade, onde foi informada de que seria despojada de sua propriedade caso realizasse um “Festival LGBT”.
Yulia Tsvetkova decidiu que as apresentações deveriam ser exibidas independentemente, mas para um público fechado dos pais dos artistas e membros selecionados da imprensa. O público totalizou 15 espectadores e a performance foi filmada.[carece de fontes?]
Em junho, a Merak Theatre Company lançou “Fairy Tales – Realistic Tales”, uma performance em inglês sobre contos de fadas russos. Em novembro de 2019, a gravação da performance de “Pink and Blue” foi exibida no St. Petersburg Feminist Festival Eve's Ribs. O show também contou com a presença da polícia.[carece de fontes?]
Em 3 de dezembro de 2019, a Theatre Critics Association publicou uma carta aberta em apoio às atividades artísticas, educacionais e civis de Yulia Tsvetkova.[carece de fontes?]

## Acusações criminais
Yulia foi acusada de produção ilegal e tráfico de material pornográfico pela Internet. O promotor pediu uma pena de prisão de 2 a 6 anos para ela, por administrar um site feminista "Os Monólogos da Vagina", comparando seu conteúdo à pornografia.
Ela estava em prisão domiciliar desde 22 de novembro de 2019. A investigação contra ela começou em 24 de outubro de 2019, após uma denúncia do conhecido ativista “Jihadist Moral” Timur Bulatov. Em 13 de dezembro de 2019, enquanto estava em prisão domiciliar, Yulia Tsvetkova foi declarada culpada de acordo com a lei homofóbica de "propaganda gay" por cometer uma infração administrativa ao promover relações sexuais não-tradicionais entre menores através da Internet e foi multada em 50.000 rublos por publicar conteúdo sobre os direitos dos grupos LGBT na web.
Ela foi declarada prisioneira política pela sociedade Memorial.
De acordo com os defensores dos direitos humanos do Memorial, o processo criminal contra Yulia está relacionado à sua posição pública e à importância de seu papel no movimento feminista.
Em 17 de janeiro de 2020, Yulia foi informada de uma nova cobrança incluída no mesmo relatório por sua foto com o texto: "Família é onde está o amor. Eu apoio famílias LGTB+". Em 10 de julho, ela foi multada em 75.000 rublos (US$ 1.000) sob a acusação de espalhar "propaganda gay" entre menores, ao publicar desenhos de casais do mesmo sexo com filhos online. Em 24 de fevereiro de 2020, Yulia Tsvetkova informou a seus amigos e seguidores nas redes sociais sobre as ameaças e chantagens vindas do grupo extremista homofóbico “The Saw” (“Пила”).[carece de fontes?]
Em 26 de fevereiro de 2020, Yulia Tsvetkova apresentou uma queixa contra o Comitê de Investigação sobre a restrição ilegítima de seu direito a assistência médica durante sua prisão domiciliar.[carece de fontes?]
Em 2 de março de 2020, a polícia informou sobre uma nova denúncia de Bulatov contra a mãe de Yulia - Anna Khodyreva -, na qual ele a acusa de fazer propaganda de valores não-convencionais.[carece de fontes?]
Em 27 de junho de 2020, mais de 30 ativistas foram detidas após protestos individuais em apoio a Yulia Tsvetkova, em Moscou. Em 7 de julho de 2020, o terceiro processo administrativo é aberto contra Yulia Tsvetkova sob a “lei de propaganda gay” da Rússia.
Seu julgamento estava sendo realizado a portas fechadas, com a próxima audiência marcada para maio de 2021.
Em 1º de maio de 2021, Yulia Tsvetkova iniciou uma greve de fome para exigir que o julgamento não fosse adiado, para abrir o tribunal ao público e permitir um defensor público.
Em 15 de julho de 2022, Yulia Tsvetkova foi absolvida pelo tribunal.

## Reconhecimentos
Em 16 de abril de 2020 (antes de sua prisão), Yulia Tsvetkova recebeu o prêmio internacional "Index on Censorship" na categoria “Arte”, tornando-se a segunda mulher russa a receber este prêmio depois de Anna Politkovskaya.
Ela consta da lista da BBC de 100 mulheres mais inspiradoras do mundo, anunciada em 23 de novembro de 2020, quando ela estava na prisão.